# Graz 99ers
Graz 99ers (sponzorským názvem: Moser Medical Graz 99ers) je rakouský klub ledního hokeje, který sídlí v Grazu ve spolkové zemi Štýrsko. Založen byl v roce 1999 jako nástupce zaniklého týmu EC Graz. Svoje působení začal ve druhé rakouské hokejové lize a hned v první sezóně ji vyhrál a postoupil tak do rakouské nejvyšší soutěže. Klubové barvy jsou černá a oranžová.
Své domácí zápasy odehrává v Eisstadionu Graz-Liebenau s kapacitou 4 212 diváků.

## Účast v mezinárodních pohárech
Zdroj:
Legenda: SP - Spenglerův pohár, EHP - Evropský hokejový pohár, EHL - Evropská hokejová liga, SSix - Super six, IIHFSup - IIHF Superpohár, VC - Victoria Cup, HLMI - Hokejová liga mistrů IIHF, ET - European Trophy, HLM - Hokejová liga mistrů, KP – Kontinentální pohár
- HLM 2019/2020 –

## Přehled ligové účasti
Zdroj:
- 1999–2000: Eishockey-Nationalliga (2. ligová úroveň v Rakousku)
- 2000–2003: Österreichische Eishockey-Liga (1. ligová úroveň v Rakousku)
- 2003–2006: ICE Hockey League (1. ligová úroveň v Rakousku)
- 2006– : ICE Hockey League (1. ligová úroveň v Rakousku / mezinárodní soutěž)

| Rakousko (2003 – ) |                   |                  |                                                                                               |                                                                                               |                                                                                               |
| Sezóny             | Soutěž            | ZČ               | Play-off, nadstavba, sk. o udržení...                                                         | Poznámky                                                                                      |                                                                                               |
| 2003/04            | EBEL              | 4. místo         | Semifinále Prohra s EC KAC 0 : 3                                                              |                                                                                               |                                                                                               |
| 2004/05            | EBEL              | 5. místo         | Ne                                                                                            |                                                                                               |                                                                                               |
| 2005/06            | EBEL              | 7. místo         | Ne                                                                                            |                                                                                               |                                                                                               |
| 2006/07            | EBEL              | 8. místo         | Ne                                                                                            |                                                                                               |                                                                                               |
| 2007/08            | EBEL              | 9. místo         | Ne                                                                                            |                                                                                               |                                                                                               |
| 2008/09            | EBEL              | 7. místo         | Čtvrtfinále Prohra s Vienna Capitals 3 : 4                                                    |                                                                                               |                                                                                               |
| 2009/10            | EBEL              | Zlatá medaile    | Čtvrtfinále Prohra s KHL Medveščak 2 : 4                                                      |                                                                                               |                                                                                               |
| 2010/11            | EBEL              | 6. místo         | Čtvrtfinále Prohra s Vienna Capitals 0 : 4                                                    |                                                                                               |                                                                                               |
| 2011/12            | EBEL              | 9. místo         | Ne                                                                                            |                                                                                               |                                                                                               |
| 2012/13            | EBEL              | Bronzová medaile | Čtvrtfinále Prohra s EC KAC 1 : 4                                                             |                                                                                               |                                                                                               |
| 2013/14            | EBEL              | 9. místo         | Ne                                                                                            |                                                                                               |                                                                                               |
| 2014/15            | EBEL              | 9. místo         | Ne                                                                                            |                                                                                               |                                                                                               |
| 2015/16            | EBEL              | 10. místo        | Ne                                                                                            |                                                                                               |                                                                                               |
| 2016/17            | EBEL              | 8. místo         | Čtvrtfinále Prohra s EC Red Bull Salzburg 1 : 4                                               |                                                                                               |                                                                                               |
| 2017/18            | EBEL              | 8. místo         | Ne                                                                                            |                                                                                               |                                                                                               |
| 2018/19            | EBEL              | Zlatá medaile    | Semifinále Prohra s EC KAC 0 : 4                                                              |                                                                                               |                                                                                               |
| 2019/20            | ICE Hockey League | 4. místo         | Ročník zrušen po odehrání základní části a nadstavby z důvodu epidemie koronaviru SARS-CoV-2. | Ročník zrušen po odehrání základní části a nadstavby z důvodu epidemie koronaviru SARS-CoV-2. | Ročník zrušen po odehrání základní části a nadstavby z důvodu epidemie koronaviru SARS-CoV-2. |
| 2020/21            | ICE Hockey League | 8. místo         | Ne                                                                                            |                                                                                               |                                                                                               |
| 2021/22            | ICE Hockey League | 10. místo        | Předkolo Prohra s Orli Znojmo 0 : 2                                                           |                                                                                               |                                                                                               |
| 2022/23            | ICE Hockey League |                  |                                                                                               |                                                                                               |                                                                                               |

## Galerie

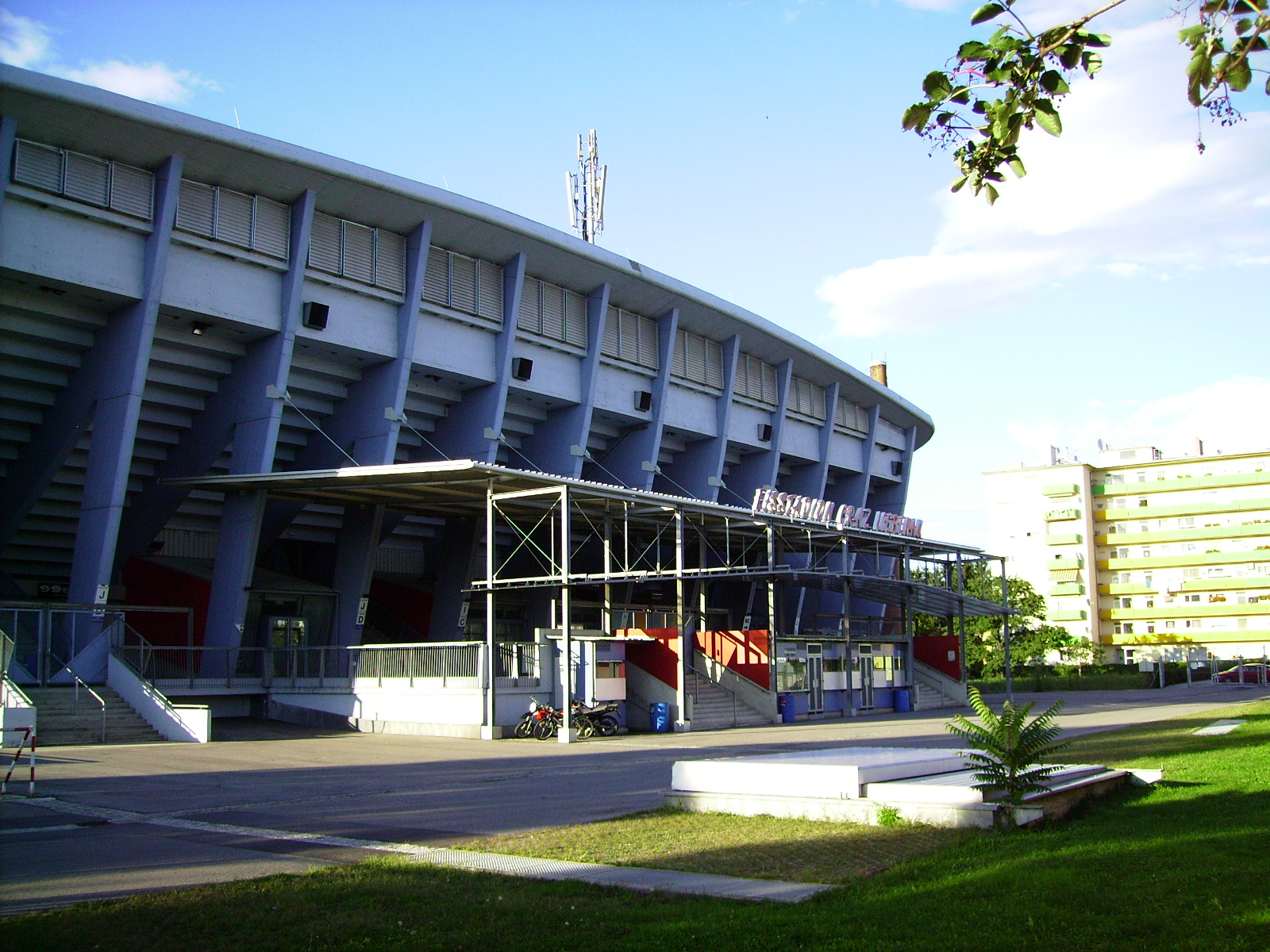
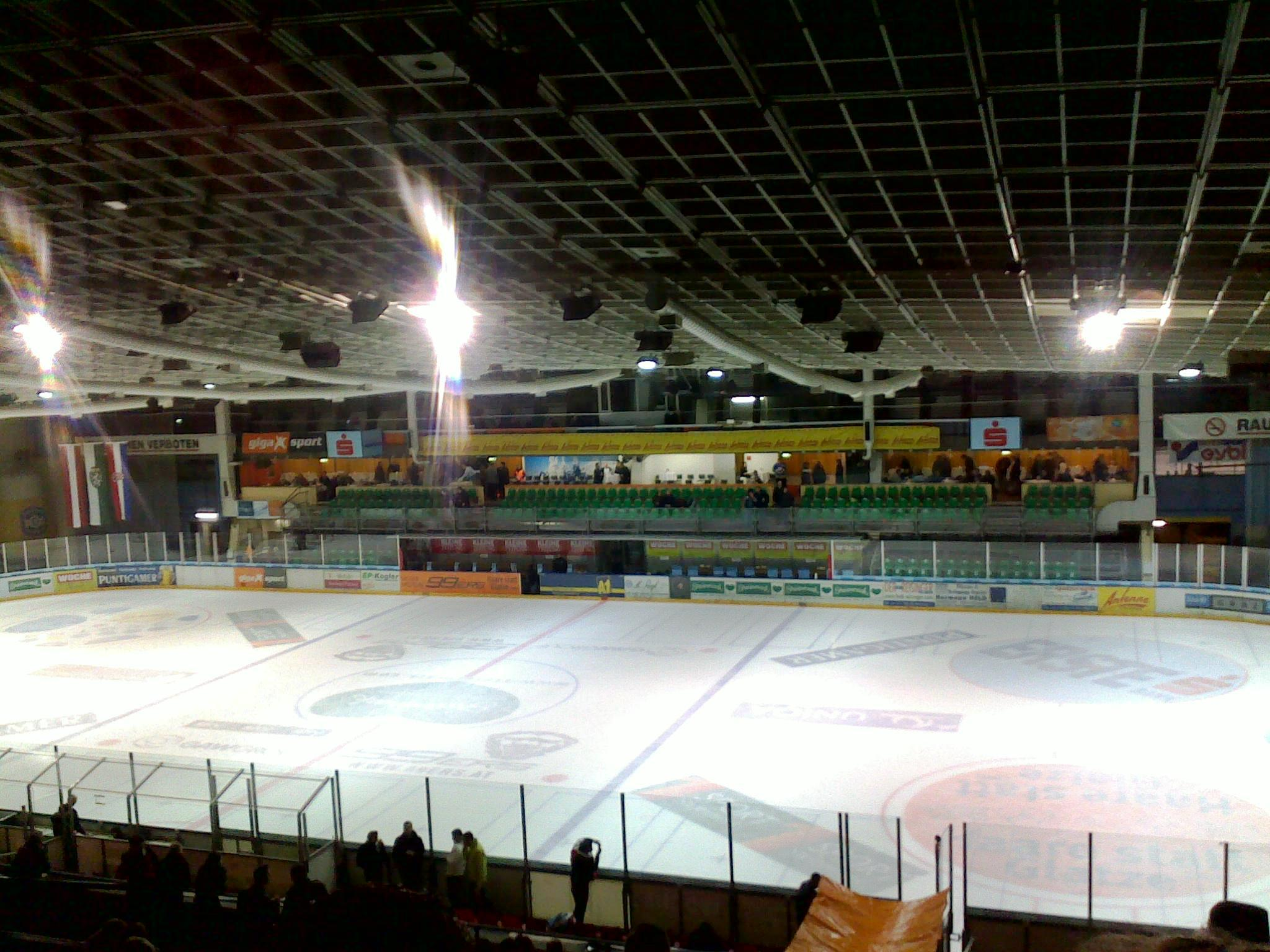
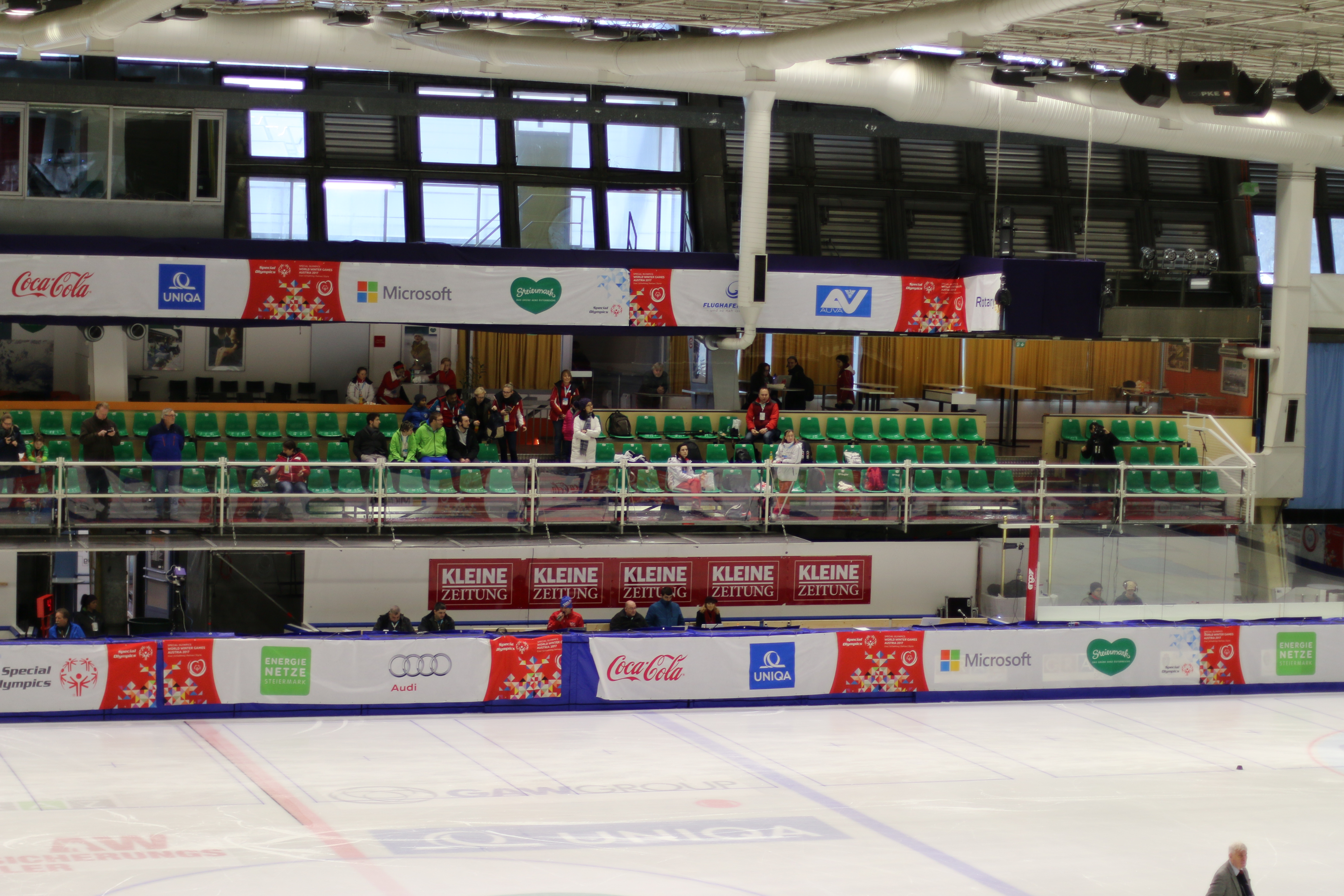
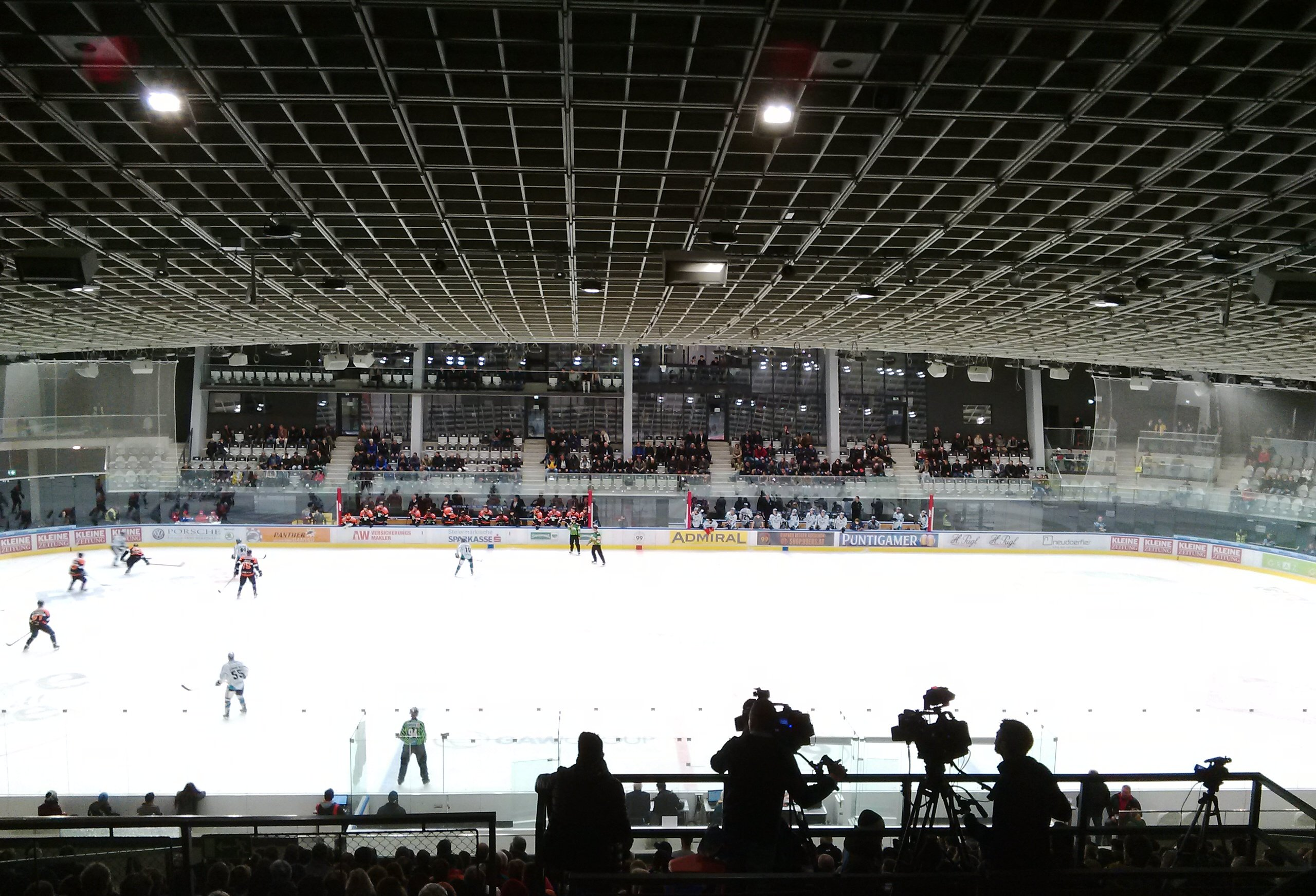
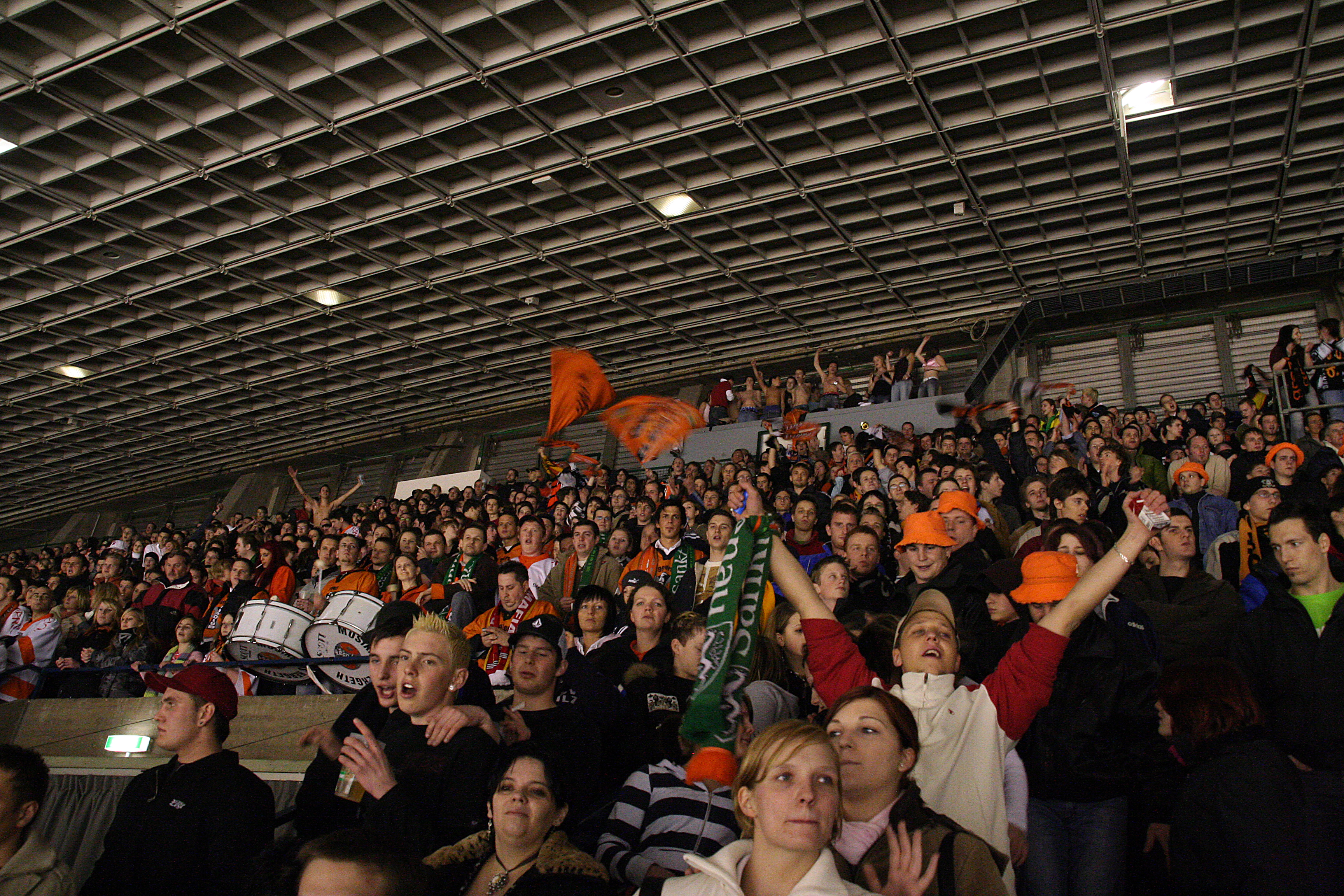
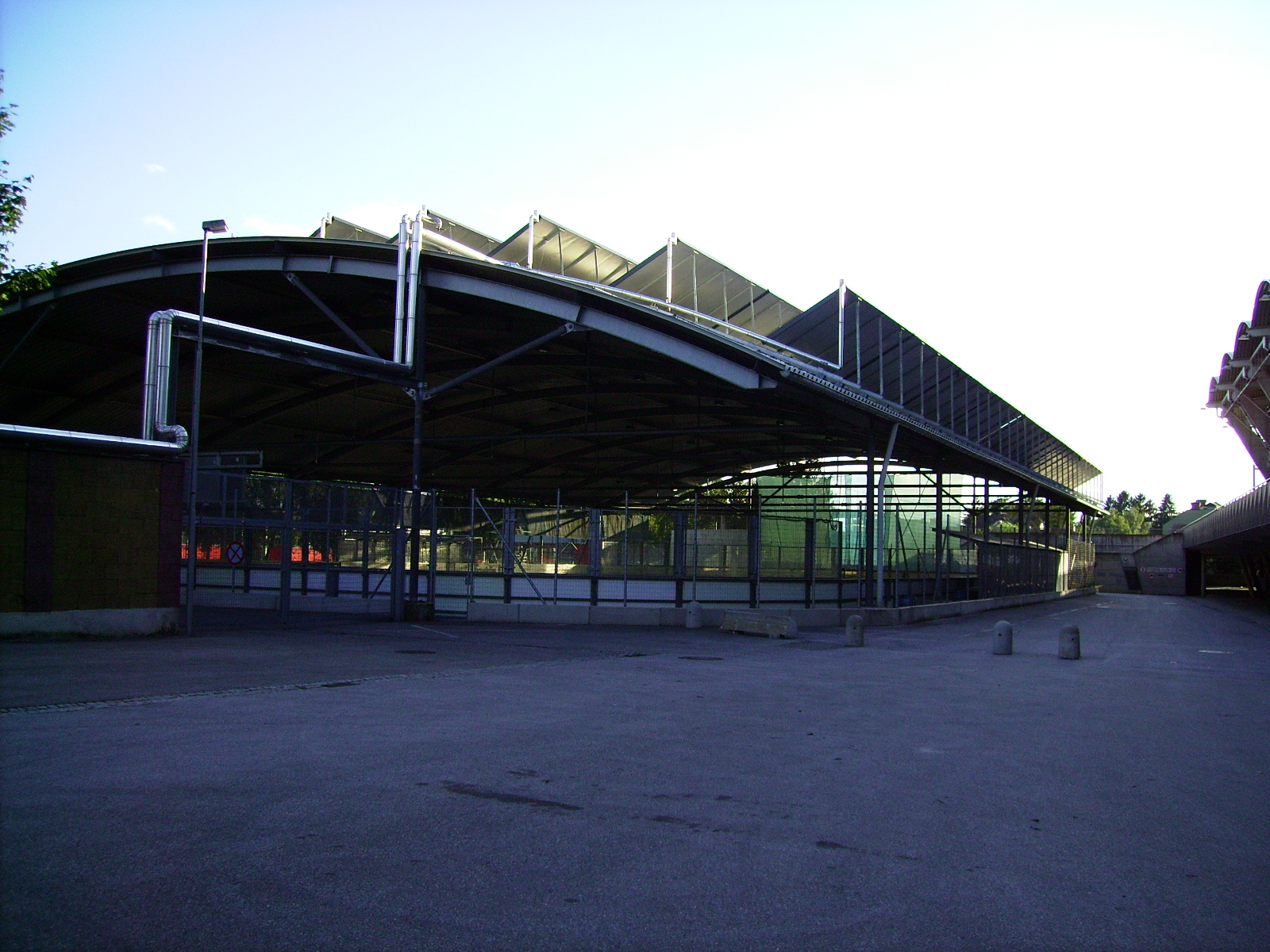